# Pedro Ruy-Blas
Pour les articles homonymes, voir Ruy.
Pedro Ample Candel, nom de scène Pedro Ruy-Blas, (Madrid, 1949), est un chanteur, batteur, compositeur et acteur espagnol.